# Маккеллен, Сэмюэл Дансит
Сэмюэл Дансит Маккеллен (англ. Samuel Dunseith McKellen; 1836 — 26 декабря 1906) — британский фотограф-изобретатель в области фототехники.
Родился в Северной Ирландии, но всю жизнь провёл в Манчестере. Работал часовщиком и ювелиром. Увлёкся фотографией ещё в 1850-е гг., соорудив свой первый аппарат из коробки для сигар и стёкол от очков. Запатентовал ряд технических усовершенствований разного рода, в том числе отверстие в нижней части фотоаппарата для навинчивания на штатив. В 1884 г. переносная фотокамера Маккеллена была удостоена специально для этого учреждённой Большой премии Фотографического общества.
Прадед актёра Иэна Маккелена.